# Bəyi
Bəyi è un comune dell'Azerbaigian situato nel distretto di Kürdəmir.